# والي جينينغز
والي جينينغز (بالإنجليزية: Wally Jennings)‏ (1 أبريل 1909 ببرستل في المملكة المتحدة - 4 نوفمبر 1993 ببرستل في المملكة المتحدة) هو لاعب كرة قدم بريطاني (وحمل سابقاً جنسية المملكة المتحدة لبريطانيا العظمى وأيرلندا) في مركز نصف الجناح. لعب مع كارديف سيتي ونادي بريستول سيتي ونادي باث سيتي ونادي تشيلتنهام تاون لكرة القدم.